# Petrarca Rugby 2002-2003

## Super 10 2002-03

### Stagione regolare
| Incontro                     | Andata | Ritorno |
| ---------------------------- | ------ | ------- |
| Petrarca — Benetton          | 28-34  | 11-31   |
| Amat. & Calvisano — Petrarca | 40-22  | 48-24   |
| Petrarca — Viadana           | 32-21  | 27-29   |
| Parma — Petrarca             | 23-23  | 28-31   |
| Petrarca — Rugby Roma        | 20-11  | 70-0    |
| Petrarca — Silea             | 45-26  | 31-10   |
| L’Aquila — Petrarca          | 30-12  | 5-35    |
| Petrarca — Rovigo            | 26-10  | 5-12    |
| GRAN Parma — Petrarca        | 41-15  | 7-28    |

#### Risultati della stagione regolare
| Posizione | G  | V | N | P | PF  | PS  | DP  | B  | Pt |
| --------- | -- | - | - | - | --- | --- | --- | -- | -- |
| 4ª        | 18 | 9 | 1 | 8 | 485 | 406 | +79 | 10 | 48 |

### Fase finale
| Turno | Incontro                     | Andata | Ritorno |
| ----- | ---------------------------- | ------ | ------- |
| SF    | Petrarca — Amat. & Calvisano | 13-16  | 10-31   |

## Coppa Italia 2002-03

### Prima fase
| Incontro                     | Risultato |
| ---------------------------- | --------- |
| L’Aquila — Petrarca          | 16-25     |
| Petrarca — Amat. & Calvisano | 26-30     |

#### Risultati della prima fase
| Posizione | G | V | N | P | PF | PS | DP | B | Pt |
| --------- | - | - | - | - | -- | -- | -- | - | -- |
| 2ª        | 2 | 1 | 0 | 1 | 54 | 46 | +8 | 1 | 5  |

## European Challenge Cup 2002-03

### Sedicesimi di finale
| Incontro               | Andata | Ritorno |
| ---------------------- | ------ | ------- |
| Petrarca — Leeds Tykes | 23-29  | 13-52   |

## European Shield 2002-03

### Ottavi di finale
| Incontro              | Andata | Ritorno |
| --------------------- | ------ | ------- |
| Rugby Roma — Petrarca | 18-28  | 14-14   |

### Quarti di finale
| Incontro                  | Andata | Ritorno |
| ------------------------- | ------ | ------- |
| Mont-de-Marsan — Petrarca | 30-16  | 16-15   |

## Verdetti
- Petrarca qualificato alla European Challenge Cup 2003-04.